# Ichneumonini
Ichneumonini zijn een geslachtengroep van insecten die behoren tot de familie van de gewone sluipwespen(Ichneumonidae).

## Taxonomie
De volgende geslachten zijn bij de geslachtengroep ingedeeld:
- Acanthobenyllus Heinrich, 1938
- Achaius Cameron, 1903
- Achaiusoides Tereshkin, 2011
- Acolobus Wesmael, 1845
- Aculichneumon Heinrich, 1938
- Aculicoxa Gauld, 1984
- Aeneonaenaria Heinrich, 1974
- Aethianoplis Heinrich, 1968
- Aethioplites Heinrich, 1938
- Aethioplitops Heinrich, 1968
- Afrobystra Heinrich, 1968
- Afrolongichneumon Heinrich, 1968
- Afromelanichneumon Heinrich, 1938
- Afromevesia Roman, 1924
- Algathia Cameron, 1902
- Amblyaeneus Heinrich, 1965
- Amblysmenus Heinrich, 1975
- Amblyteles Wesmael, 1845
- Anisopygus Kriechbaumer, 1888
- Aoplus Tischbein, 1874
- Archboldiella Heinrich, 1934
- Aucklandella Cameron, 1909
- Auritus Constantineanu, 1969
- Baranisobas Heinrich, 1972
- Barichneumon Thomson, 1893
- Barichneumonites Heinrich, 1934
- Benyllus Cameron, 1903
- Bonthainiella Heinrich, 1934
- Bovijoppa Heinrich, 1965
- Bureschias Heinrich, 1936
- Bystra Cameron, 1902
- Calleupalamus Heinrich, 1938
- Carinodes Hancock, 1926
- Caspipina Cameron, 1903
- Celebichneumon Heinrich, 1934
- Celebijoppa Heinrich, 1934
- Chasmias Ashmead, 1900
- Chiaglas Cameron, 1902
- Clitiga Cameron, 1905
- Clypeocava Heinrich, 1934
- Coelojoppa Cameron, 1904
- Conopyge Kriechbaumer, 1898
- Cornutoplisus Heinrich, 1957
- Cosmiojoppa Cameron, 1902
- Crathiorada Heinrich, 1965
- Cratichneumon Thomson, 1893
- Crypteffigies Heinrich, 1961
- Cryptojoppa Kriechbaumer, 1898
- Cryptoplites Heinrich, 1938
- Crytea Cameron, 1906
- Ctenichneumon Thomson, 1894
- Ctenichneumonops Heinrich, 1967
- Ctenochares Forster, 1869
- Cushmaniella Heinrich, 1934
- Dammermaniella Heinrich, 1934
- Dammermaniellops Heinrich, 1974
- Darymna Cameron, 1904
- Degithina Cameron, 1901
- Deniya Cameron, 1905
- Dentichasmias Heinrich, 1968
- Dentichasmiops Heinrich, 1968
- Denticrytea Heinrich, 1968
- Depressopyga Heinrich, 1968
- Deuterolabops Heinrich, 1975
- Dilleria Tereshkin, 1994
- Diphyus Kriechbaumer, 1890
- Ectopimorpha Viereck, 1912
- Elysioreiga Heinrich, 1965
- Eristicus Wesmael, 1845
- Eupalamus Wesmael, 1845
- Eurydacus Townes, 1966
- Eutanyacra Cameron, 1903
- Evirchomella Heinrich, 1968
- Exephanes Wesmael, 1845
- Fileanta Cameron, 1901
- Foveosculum Heinrich, 1938
- Gareila Heinrich, 1980
- Gavrana Cameron, 1906
- Gibbobystra Heinrich, 1968
- Gibbosoplites Heinrich, 1968
- Gyrodonta Cameron, 1901
- Gyrodontichneumon Heinrich, 1965
- Hemibystra Heinrich, 1968
- Hemibystrops Heinrich, 1968
- Hemihoplis Heinrich, 1961
- Hepialichneumon Dong, 1992
- Hepiopelmus Wesmael, 1845
- Hiorada Cameron, 1902
- Homotherus Forster, 1869
- Hoplismenus Gravenhorst, 1829
- Hybophorellus Schulz, 1911
- Hymenura Townes, 1965
- Hytophatnus Cameron, 1907
- Ichneumon Linnaeus, 1758
- Joppa Fabricius, 1804
- Lareiga Cameron, 1903
- Larischia Heinrich, 1968
- Leptojoppa Cameron, 1901
- Leptomalaisia Heinrich, 1965
- Leptops Heinrich, 1968
- Leptotogea Heinrich, 1968
- Lichmeres Townes, 1946
- Limerodes Wesmael, 1845
- Limerodops Heinrich, 1949
- Limonethe Townes, 1946
- Lissolongichneumon Heinrich, 1968
- Lissosculpta Heinrich, 1934
- Longichneumon Heinrich, 1934
- Lophojoppa Brethes, 1927
- Losgna Cameron, 1903
- Lynteria Cameron, 1904
- Madagasgavrana Heinrich, 1938
- Madagasichneumon Heinrich, 1938
- Malaisichneumon Heinrich, 1965
- Marlisia Heinrich, 1975
- Matara Holmgren, 1868
- Megajoppa Szepligeti, 1900
- Melanichneumon Thomson, 1893
- Menkokia Heinrich, 1934
- Merolides Brethes, 1909
- Mesophadnus Cameron, 1907
- Micrandria Heinrich, 1934
- Microlongichneumon Heinrich, 1968
- Microsage Kriechbaumer, 1898
- Monodontichneumon Heinrich, 1968
- Naenarosculum Heinrich, 1967
- Neamblyaeneus Heinrich, 1965
- Neamblymorpha Heinrich, 1961
- Neischnus Heinrich, 1952
- Neodiphyus Heinrich, 1977
- Neolareiga Heinrich, 1980
- Nesostenodontus Cushman, 1922
- Netanyacra Heinrich, 1968
- Nonpropodeum Heinrich, 1934
- Notacma Townes, 1946
- Obtusodonta Heinrich, 1962
- Odontojoppa Cameron, 1903
- Oezdemirus Ozdikmen & Turgut, 2006
- Ogulnia Cameron, 1904
- Oreohoplis Townes, 1966
- Orgichneumon Heinrich, 1961
- Ortezia Cresson, 1874
- Paracoelichneumon Heinrich, 1978
- Paraditremops Heinrich, 1977
- Parvaoplus Heinrich, 1968
- Patrocloides Heinrich, 1961
- Patroclus Cresson, 1874
- Pectinorex Graf, 1976
- Pentelophus Townes, 1966
- Phaeneumon Gauld, 1984
- Plagiotrypes Ashmead, 1900
- Platyjoppa Uchida, 1932
- Platylabops Heinrich, 1950
- Poecilojoppa Kriechbaumer, 1898
- Probolus Wesmael, 1845
- Procerochasmias Heinrich, 1938
- Projoppa Townes, 1966
- Protopelmus Heinrich, 1959
- Provancherides Heinrich, 1968
- Pseudeupalamus Heinrich, 1980
- Pseudevirchoma Heinrich, 1968
- Pseudoamblyteles Heinrich, 1926
- Pseudotogea Heinrich, 1968
- Rhadinodonta Szepligeti, 1908
- Rhadinodontoplisus Heinrich, 1938
- Rhadinodontops Heinrich, 1968
- Rhysaspis Tischbein, 1874
- Rictichneumon Heinrich, 1961
- Rimbusia Heinrich, 1980
- Rubicundiella Heinrich, 1961
- Rugosculpta Heinrich, 1967
- Semitogea Heinrich, 1968
- Serratosculum Heinrich, 1968
- Setanta Cameron, 1901
- Setantops Heinrich, 1968
- Seyrighoplites Heinrich, 1938
- Seyrigichneumon Heinrich, 1938
- Solitosculum Heinrich, 1967
- Spilichneumon Thomson, 1894
- Spilothyrateles Heinrich, 1967
- Spinamblys Heinrich, 1968
- Spinellamblys Heinrich, 1968
- Stenaoplus Heinrich, 1938
- Stenarches Heinrich, 1934
- Stenarchops Heinrich, 1967
- Stenichneumon Thomson, 1893
- Stenichneumonopsis Heinrich, 1934
- Stenobarichneumon Heinrich, 1961
- Stenobenyllus Heinrich, 1938
- Stenogynaia Heinrich, 1965
- Stenolonche Kriechbaumer, 1898
- Stirexephanes Cameron, 1912
- Sycaonia Cameron, 1903
- Tetragonochora Kriechbaumer, 1898
- Thascia Cameron, 1904
- Thaumatocephalus Heinrich, 1930
- Thaumatoplites Heinrich, 1968
- Thaumatoplitops Heinrich, 1968
- Thymebatis Brethes, 1909
- Thyrateles Perkins, 1953
- Thyridoplites Heinrich, 1968
- Togea Uchida, 1926
- Togeella Heinrich, 1980
- Torquaoplus Heinrich, 1968
- Tricholabus Thomson, 1894
- Triptognathops Heinrich, 1978
- Triptognathus Berthoumieu, 1904
- Trogomorpha Ashmead, 1900
- Ulesta Cameron, 1903
- Uloola Gauld, 1984
- Virgichneumon Heinrich, 1977
- Vulgichneumon Heinrich, 1961
- Xestojoppa Cameron, 1901
- Zanthojoppa Cameron, 1901

## Synoniemen
- Aethioplitina Heinrich, 1967
- Amblytelesina Viereck, 1918
- Amblytelini Viereck, 1918
- Barichneumonina Hilpert, 1992
- Cratichneumonina Heinrich, 1967
- Gyrodontina Schmiedeknecht, 1902
- Gyrodontini Schmiedeknecht, 1902
- Hoplismenina Heinrich, 1967
- Ichneumonina Latreille, 1802
- Joppini Kriechbaumer, 1898
- Merolidini Brethes, 1909
- Pterocormina Heinrich, 1949
- Tetragonochorini Heinrich, 1934